# Guillaume des Roches
Guillaume des Roches, né vers 1155 - 1160 (à Longué-Jumelles en Anjou ? ou vers Château-du-Loir ?), mort le 15 juillet 1222, seigneur de Longué-Jumelles et de Château-du-Loir avec Mayet, seigneur de Sablé par son deuxième mariage, sénéchal d'Anjou et du Maine (chef des sénéchaussées de l'Anjou et des sénéchaussées du Maine) de 1199 à 1222. En mai-juin 1199, Il fut nommé sénéchal héréditaire d'Anjou et du Maine par Arthur de Bretagne (proclamé comte d'Anjou, du Maine et de Touraine avec l'appui de la France) et son protecteur Philippe Auguste. Le roi Jean sans Terre avalisa cette promotion de (décembre 1199)-juin 1200 à la rupture d'août 1202, en le faisant aussi sénéchal de Touraine. Philippe confirma Guillaume comme sénéchal en novembre 1203 et le fit gouverneur vicomte d'Angers (on dit aussi d'Anjou) en 1204.

## Biographie

### Origine
Guillaume des Roches est originaire de la Rochecorbon, du lignage des seigneurs des Roches fondé par Corbon au Xe siècle et est issu d’une branche cadette de cette dite famille. Ce dernier avait en tous cas une bonne part de son patrimoine dans le Maine, près de Château-du-Loir la ou ses prédécesseurs s'étaient installés comme on le voit dans le micro-toponyme "Bois-Corbon associé à une forêt possédée par Guillaume. Le manoir du Houx, dans lequel il fit sa première fondation d'abbaye (prieuré), est dans la paroisse de Jupilles. Guillaume avait pour aïeul Herbert, qui pourrait être fils d’Hardouin des Roches, cité dès 1040 au cartulaire de Vendôme, et pour père Baudouin : tous deux étaient vassaux de Château-du-Loir. Sa mère, d'après la chronique de Parcé, serait Alice de Châtellerault.

### Au service de Richard Cœur-de-Lion
Né vers 1155 - 1160, on ignore tout de son enfance. Comme il fait une fondation pour Henri II d'Angleterre, on peut croire qu'il le servit dès qu'il fut en âge de le faire (c'est-à-dire vers 1170-1180). En effet, compte tenu du contexte de l'époque, Guillaume du recevoir une formation martiale et rentrer au service d'Henri II dès qu'il fut en âge de le faire. On sait notamment qu'en 1189, il faisait partie du « dernier carré » du roi Plantagenêt Henri II alors replié dans le Maine si l'on en croit l'Histoire de Guillaume le Maréchal.
Il était certainement au service de Richard Ier d'Angleterre dit Richard Cœur-de-Lion, fils d'Henri II, et l'on sait qu'il était déjà habile aux armes et expérimenté dans les affaires, assez avancé dans la faveur du prince pour qu'il le choisît le second des quatre délégués chargés de négocier la paix avec Philippe-Auguste, le 8 juillet 1193, à la sorte de sa captivité. 

### Baron d'Anjou et du Maine - Mariages
Vers 1187-89, Guillaume aurait épousé en premières noces Philippe, dont la mère se nommait Hilaire, d'après certaines sources basées uniquement sur un acte de donation à l'abbaye de la Boissière de deux prés à Longue-Île, que Célestin Port identifie avec l'île de Blaison. Il n'y a pas d'autre allusion à ce mariage, ni d'héritier. Cependant, l'attribution de cette première épouse semble être une erreur, d'après le Marquis de Brisay, liée à l'existence d'un homonyme qui n'était pas le Sénéchal et sans lien avec sa famille :" Hilaire, dame de Beuxe,... avait plusieurs filles, l'une, Philippa, mariée en 1200 avec Guillaume des Roches, vassal de Montsoreau, lequel, mort avant 1217 et remplacé auprès de Philippa, par Guillaume de Souday, ne peut être assimilé au sénéchal, son homonyme, qui vécut jusqu'en 1222, uni, dès 1198, à Marguerite de Sablé, qui lui survécut".
Vers 1190, Guillaume se marie avec Marguerite de Sablé, la fille et l'héritière de Robert IV de Sablé, Grand maître du Temple. Par ce mariage, il devient un des plus grands barons d'Anjou et du Maine avec les fiefs de Sablé, La Suze, Louplande au Maine, et Briollay, Brion, Genneteil et Précigné en Anjou (plus Agon en Normandie près de Coutances, probablement venu des Mayenne-Dinan ancêtres maternels de Marguerite). On peut voir dans cette alliance qui procura à Guillaume une situation enviable et une fortune territoriale considérable, l'influence de Richard Cœur de Lion, qui partait alors pour la croisade, emmenant avec lui, comme chef de sa flotte, le père de la fiancée. Il y a dans cette alliance une circonstance qu'on n'a pas remarquée et qui est pourtant intéressante. Quand se fit l'union en 1189 ou 1190, Marguerite n'était pas héritière, ni même future héritière, car Geoffroy de Cornillé, son frère, vivait et devait vivre encore une dizaine d'années. L'abbé Angot le suppose infirme ou incapable, physiquement ou moralement, car à part le rôle qu'il remplit en place de son père à la réception de l'abbé d'Évron (1190), on ne le rencontre dans aucun acte, sinon pour des donations aux abbayes, et cependant son existence est constatée comme bienfaiteur à l'abbaye du Perray-aux-Nonnains à Écouflant jusqu'au 8 août 1200. Or depuis longtemps, soit du vivant de son père avant 1195, soit depuis jusqu'à la mort de Geoffroy de Cornillé en 1200, Guillaume des Roches administra et gouverna les domaines de sa femme. Sa belle-sœur Philippe, qui n'eut que 60 livres de rente en mariage, n'y fit pas une grande brèche.
En 1197, à Briollay (Briolé), domaine de la maison de Sablé, il renouvelait le douaire de sa femme, universellement, sur tous ses biens présents et à venir, avouant par là combien la fortune que lui avait apportée Marguerite, avant qu'il ne fût sénéchal, était supérieure à la sienne. Bien avant cette date, vers 1187, Guillaume des Roches avait fondé, dans le manoir familial du Houx en Jupilles, un prieuré de Marmoutier. C'est la première de ses fondations, faite avant son mariage, même avant sa première union avec Philippe, car il n'est mention dans ses intentions exprimées que de ses parents et de ses frères qu'on ne retrouvera plus jamais cités ; aucune allusion à sa femme, qui paraîtra dans toutes ses donations postérieures.

### Contre Jean sans Terre
Mais dès le début du XIIIe siècle, Guillaume apprécie peu la traîtrise de Jean sans Terre (Jean sans Terre devient roi d'Angleterre le 6 avril 1199, après la mort de son frère, Richard Ier d'Angleterre dit Richard Cœur-de-Lion, qu'il a trahi à plusieurs reprises).
À la mort de Richard Cœur-de-Lion, Guillaume des Roches, qui précédemment avait déjà servi d'intermédiaire entre Philippe-Auguste et le feu roi pour une ligue contre Jean-sans-Terre, se tourna délibérément contre ce dernier, s'attachant au jeune Arthur Ier de Bretagne, fils de Geoffroy II de Bretagne frère aîné du roi Jean.

### Au service d'Arthur de Bretagne
Il vint rejoindre le jeune prince à la tête de Bretons, indication probable d'une charge qu'il aurait remplie dans ce duché pour le roi Richard. Il le suivit au Mans, reçut dès mai-juin 1199 le titre de sénéchal d'Anjou et du Maine, Mayet et la forêt de Bercé, ce qui fait comprendre l'utilité de ses conseils et l'importance de son secours. Au mois d'octobre, il commandait les troupes d'Arthur, princeps exercitus Arthuri, quand elles vinrent au Mans rejoindre l'armée de Philippe-Auguste. Mais c’est là qu'après avoir connu la destruction de Ballon, il fit au roi des reproches d'avoir dévasté les places de son pupille et que, voyant la mauvaise humeur du monarque, il se décida à travailler à la réconciliation d'Arthur et de son oncle, déjà préparée probablement au camp d'Auvers-le-Hamon, près de Sablé. Le rapprochement eut lieu et Guillaume reparaît aussitôt, le 26 décembre, avec son titre de sénéchal dans les actes du roi Jean. Il en obtint la création d'une foire à Angers, et entra dans l'intimité de la reine-mère, Aliénor, qui fit alors des fondations à Fontevrault pour l'âme de Richard, son fils. Le roi Jean confirma à Chinon, le 24 juin 1200, la charge de sénéchal d'Anjou, du Maine et même de Touraine, à Guillaume et celui-ci le reçut dans son château de La Suze, le 3 septembre. Il eut du roi plusieurs missions de confiance : auprès du chapitre d'Angers pour l'élection de Guillaume de Beaumont au siège épiscopal, qui n'aboutit pas immédiatement ; avec le sénéchal de Poitou, en 1201, pour donner des lettres de sauvegarde à ceux qui désiraient aller le trouver en Angleterre ; le 3 novembre, auprès de la garnison de Moncontour. En janvier 1202, d'accord avec Raoul de Beaumont, il négocia à Rome un emprunt au nom du roi pour avancer l'élection du candidat royal au siège d'Angers.
Arthur, grâce à l'influence de la duchesse Constance, sa mère, était resté à la cour de France. Il refusa d'aller faire hommage au roi Jean qui le sommait d'y venir et qui priait tous ceux qui s'étaient ralliés à lui : Maurice III de Craon, Juhel de Mayenne, Guy de Laval, Guillaume des Roches, l'évêque du Mans, le vicomte de Beaumont, de lui donner des otages si Arthur faisait défection (29 mars 1202). Quand le jeune Arthur eut entrepris sa conquête du Poitou qui aboutit à sa capture à Mirebeau, Guillaume des Roches prévint le roi Jean que, s'il ne relâchait pas le prince et les autres prisonniers, il se séparerait de lui. C'est ce qu'il fit en se réconciliant avec Philippe-Auguste, sans écouter le roi d'Angleterre qui le sommait de lui rendre les places dont il avait la garde (18 août) et le privait de son sénéchalat (24 août).

### L'ennemi de Jean sans Terre
Guillaume des Roches devint un des ennemis les plus ardents de Jean-sans-Terre après l'assassinat du malheureux Arthur (avril ou fin 1203 ?) ; il conspira d'abord avec les seigneurs bretons, puis fit la guerre ouverte avec les principaux personnages du Maine qui avaient de nouveau prêté serment à Philippe-Auguste : c'étaient Maurice III de Craon et Juhel de Mayenne. Jean-sans-Terre occupait du mois de septembre 1202 au mois d'avril 1203 le château de La Suze, qui appartenait à Guillaume des Roches. Le lundi de Pâques (7 avril), le sénéchal disgracié entrait en Anjou, prenait Beaufort et Saumur en avril 1203, Châteauneuf en août, attaquait et emportait la ville d'Angers en octobre 1203, et enfin, le 1er novembre 1203 Philippe-Auguste lui rendait ses fonctions de sénéchal ; le titulaire se hâta de lui en faire hommage à Poitiers — ou à Angers — au mois d'août 1204, puis céda à la reine Bérangère de Navarre, comtesse douairière du Maine, veuve de Richard Cœur de Lion, la sénéchaussée particulière de la ville du Mans, et reçut en échange le douaire de la princesse à Château-du-Loir, contrat ratifié par Philippe-Auguste en septembre 1204. De plus, Guillaume reçut du roi Châteauneuf-sur-Sarthe en 1204.

### Bataille de la Roche-aux-Moines
En 1207, Guillaume des Roches prit Parthenay sur Guy de Thouars, qu'il fit lui-même prisonnier l'année suivante avec Savari de Mauléon, sénéchal de Poitou pour Jean-sans-Terre. En 1214, il amena à Louis, fils du roi de France, un renfort de quatre mille hommes avec lequel il força le roi d'Angleterre à lever le siège de la Roche-aux-Moines, château qu'il gouvernait (à Savennières ; 2 juillet 1214). Cette expédition avait lieu quelques jours avant la bataille de Bouvines (27 juillet 1214) à laquelle Guillaume des Roches ne put prendre part. Mais il fut du petit nombre des chevaliers normands, angevins et manceaux qui se donnèrent sans arrière-pensée à la cause royale, avec Juhel de Mayenne et le vicomte de Beaumont. Presque tous les autres avaient, dit Rigord, donné secrètement leur parole au roi Jean. Personnellement, il est nommé le premier entre les chevaliers qui portaient bannière sous Philippe-Auguste en Anjou : Milites andegavenses : senescallus.
Il partit pour la croisade contre les Albigeois en 1209 et en 1218 ou 1219.

### Sénéchal
Quoiqu'il ait joué un rôle militaire de premier rang, c'est surtout comme sénéchal qu'il est connu. Mûri déjà par l'expérience de deux règnes, sous Henri II et son fils Richard, il se trouva prêt, sur la désignation du roi de France, pour recevoir du jeune Arthur au printemps 1199 une charge qui demandait des qualités éminentes, qu'il conserva toujours agrandie sous trois rois souvent ennemis, et qu'il transmit héréditairement à sa famille. Si les services qu'il rendait étaient estimables, la considération qu'il en retirait et les émoluments de la charge étaient considérables aussi. Son rang était de premier ordre ; supérieur au maréchalat, égal à celui des comtes, et donnant souvent le pas sur les pairs quand il siégeait avec eux. Cinquante livres par an sur chaque prévôté des trois provinces, Anjou, Maine, Touraine, le tiers des exploits, des amendes, des offices, la garde des châteaux, constituaient les profits ordinaires ou casuels de sa charge.
Les actes de son sénéchalat (dapiférat) sont loin d'être tous connus. On ne peut mentionner que ceux qui concernent les affaires publiques, le roi ou les abbayes ; ces pièces des plus variées comprennent des procès, des scellements d'actes de sa cour ou de la cour du roi, des confirmations de legs aux abbayes ; il prononce des jugements en cour du Mans, d'Angers et de Tours, garde les châteaux de la couronne, prend la protection de l'abbaye de la Couture, au nom de Philippe-Auguste (1211) ; traite avec Guillaume de Sillé (1210) ; s'engage à respecter la juridiction ecclésiastique ; reconnaît une fois avoir exigé indûment des taxes pour les hommes d'armes du roi ; en 1211, Philippe-Auguste a recours à ses connaissances des coutumes locales dans ses provinces de Touraine, d'Anjou et du Maine : il s'agit dans l'espèce « des affaires de Laval », où Emma de Laval, fille de Guy VI, vient d'hériter de la baronnie ; le sénéchal émet l'avis que le roi doit marier cette héritière, et que le gendre doit traiter avec lui du rachat. Il scelle des actes en commun avec l'évêque d'Angers, prononce sur la juridiction réciproque du chapitre du Mans et de Guillaume de la Jaille en Outillé (1213) ; siège avec les pairs de France dans le différend entre Érard de Brienne et la reine Bérengère au sujet des comtés de Champagne et de Brie, avec préséance sur Guillaume, comte de Joigny, doyen des pairs de Champagne, Jean, comte de Beaumont-sur-Oise, Robert, comte d'Alençon ; avec le même Robert d'Alençon et l'abbé de la Couture, il enquête sur les tailles que percevait le comte du Maine, sur celles que payaient les sujets de l'évêque, sur le procès de la reine Bérengère contre Robert de Riboul. Au mois d'août 1218, il est caution, toujours en qualité de sénéchal, pour Élisabeth d'Amboise, envers Bérengère, comtesse de Troyes, du rachat des terres de la succession de Thibault, son neveu. Il a des lieutenants dans divers centres : Hamelin de Rorte l'est à Ballon, et deviendra lui-même sénéchal de France. Pour contrôler et verrouiller la Loire à l'ouest d'Angers (notamment contre Payen de Rochefort-sur-Loire), Guillaume construit la forteresse de La Roche-aux-Moines à Savennières, celle-là même qu'assiégea Jean sans Terre en 1214.
Ces fonctions étaient dangereuses à exercer pour une conscience délicate. Guillaume se reprocha d'avoir exigé des tailles indues sur ses sujets, de s'être fait verser par l'abbé de la Couture des taxes que celui-ci lui payait volontairement il est vrai (1218). À l'article de la mort, il reconnut d'autres exactions semblables (1222) ; les victimes se plaignaient quelquefois. Enfin, sa veuve consulta l'évêque du Mans sur des perceptions de même nature et lui demanda une ligne de conduite. Guillaume des Roches n'était donc pas un fonctionnaire irréprochable, mais il savait reconnaître ses torts.
Les actes personnels de Guillaume des Roches sont presque aussi nombreux que ceux de son administration officielle. On peut citer ceux qui concernent ses fondations et surtout sa ville de Sablé. Il donna beaucoup aux abbayes : à Perseigne, au nom de sa mère ; au nom de sa femme Marguerite, à la Trappe (nos 8, 9, 10), et à Marmoutier. Dès avant 1187, il fonda pour sa famille le prieuré du Houx ; avant 1190, il donna à la Boissière, que son neveu Hardouin enrichira plus tard, de son consentement, deux prés sis à Longue-Ile ; il confirma à l'abbaye de Toussaint les dîmes de Tiercé (1200) ; il fut bienfaiteur de l'abbaye de Bellebranche, fondation de son prédécesseur Robert III de Sablé ; de l'abbaye de Clermont, dont il fonda le luminaire ; de l'abbaye de la Trappe. En 1209, avec Marguerite de Sablé, sa femme, il transféra dans un lieu plus favorable, en Précigné, l'abbaye de Bois-Renou, déjà mentionnée, et en fit l'abbaye du Perray-Neuf, pour le distinguer de l'abbaye du Perray-aux-Nonnains, fondé par son beau-père.
Créateur de la foire d'Agon, sous Jean sans Terre, il voulut accorder le même avantage, le jour de la décollation de saint Jean-Baptiste, à sa ville de Sablé en 1204, aussitôt qu'il eut été renommé sénéchal. Après 1210, il eut à juger un différend entre le prieur de Saint-Loup et Guillaume le Normand, seigneur du lieu. La cause l'intéressait comme suzerain et comme justicier ; il régla en détail, suivant les titres et la coutume, les points litigieux sur les fours et l'étang, mais n'oublia pas surtout ce qu'on lui devait quand il levait son armée, la manière dont Guillaume le Normand était tenu de conduire les hommes du prieur, ses droits quand il s'agissait de sa défense personnelle et plusieurs autres questions, le duel judiciaire, la vengeance des injures faites au seigneur.
En 1219, le lendemain de l'Ascension, vendredi 17 mai, à Tours, au lieu de Boutigny, Guillaume des Roches fonde, en partie sur le revenu de Sablé, pour lui et sa femme, pour ses filles et leurs époux, l'abbaye cistercienne de Bonlieu. La même année, par deux actes datés l'un du Loroux, l'autre de La Suze, il reconnaît que l'abbé de la Couture ne lui doit la taille que de sa bonne volonté et prie ses baillis de n'exercer contre lui aucune contrainte. Au mois d'avril, il veut compléter sa fondation du Houx par le don d'un moulin, la fondation d'une foire de la Saint-Pierre à Jupilles et l'abandon d'une vigne. Les religieux de Marmoutier avaient accordé à lui, à sa femme, et aux bourgeois de Sablé, la fraternité de l'abbaye, en reconnaissance de l'empressement mis par eux au paiement des dîmes du prieuré.

### Famille
Guillaume des Roches n'avait pas eu d'enfants de sa première femme Philippe/Philippa, fille d' Hilaria. De Marguerite de Sablé, il eut :
1. Robert, qui reprit le nom traditionnel des aînés, cité dans plusieurs chartes de Marmoutier en 1202 et 1204, mais qui mourut vers ce temps-là sans alliance ;
2. Jeanne des Roches, fille aînée, outre la sénéchaussée héréditaire, reçut la seigneurie et le château de Sablé, Briollay, Châteauneuf-sur-Sarthe, Précigné, Brion, Agon, La Roche-aux-Moines. Mariée dès 1214 à Amaury Ier de Craon, qui fut sénéchal d'Anjou, de Touraine et du Maine du chef de sa femme, et mourut en 1226 : parents de Maurice IV de Craon, de Jeanne et d'Isabelle de Craon ;
3. Clémence des Roches (prénommée comme sa grand-mère Clémence de Mayenne) : malgré ce que rapporte l'enquête du xive siècle sur le partage des filles des barons d'Anjou, de Touraine et du Maine, savoir que l'aînée avait toutes les baronnies ou terres nobles, et les jeunes seulement une rente, Guillaume, qui avait perdu l'unique héritier présomptif de son immense fortune (son fils Robert), fit un partage ratifié par Philippe-Auguste. Clémence des Roches, fille cadette, reçut Château-du-Loir, Mayet, La Suze, Louplande, les forêts et autres dépendances, réserve faite sur les deux lots du douaire de Marguerite, veuve du sénéchal. Celui-ci avait trouvé que sa fortune était assez considérable pour doter deux familles[11]. Elle épousa : 1° Thibault, comte de Blois et de Clermont, veuf de Mahaut d'Alençon, mort sans enfants en 1218 ; et 2° Geoffroi VI, vicomte de Châteaudun, sire de Mondoubleau et St-Calais (1220) ; les époux vivaient encore en 1245 ; ils eurent :
  1. Jeanne de Châteaudun, † vers 1255, dame de Château-du-Loir, Mayet, La Suze et Louplande, aussi comtesse de Montfort-l’Amaury par son 1er mariage en 1248 avec Jean Ier : d'où la suite des comtes de Montfort bientôt ducs de Bretagne, des comtes de Dreux sires de Château-du-Loir et de Mayet, des comtes de Roucy-Pierrepont et de Braine, puis des barons de Craon sires de La Suze et vicomtes de Châteaudun (cf. Amaury III petit-fils de Maurice IV ci-dessus ; et son fils Guillaume Ier) ; puis Jeanne épouse vers 1250/1252 en 2e noces Jean de Brienne d'Acre, bouteiller de France, dernier fils de l'empereur-roi Jean (Jean d'Acre garde Louplande et se remarie en 1257 avec Marie de Coucy reine d'Écosse, d'où, par le mariage de leur fille Blanche de Brienne dame de Louplande avec Guillaume II de Fiennes, la suite des seigneurs de Fiennes et de Tingry ; en 1272, ce dernier couple vend Louplande au chambellan Pierre de La Brosse) ;
  2. Clémence de Châteaudun, vicomtesse de Châteaudun, dame de Montdoubleau et Saint-Calais, épouse de Robert Ier de Dreux-Beu ; leur fille Alix, femme du connétable Raoul II de Clermont-Nesle, continue les vicomtes de Châteaudun, sires de Mondoubleau et St-Calais.

### Mort
Guillaume des Roches mourut en 1222, le 15 juillet, jour de son anniversaire, et fut inhumé dans le chœur de l'église abbatiale de l'abbaye de Bonlieu, dernière fondation pieuse du sénéchal. Sa statue tombale était couchée entre l'effigie de ses deux femmes, ou, selon l'historien sarthois du XIXe siècle, Pesche, de ses deux filles (Jeanne et Clémence). Cette tombe n'a disparu qu'à la Révolution française. Le jour de la sépulture, de nombreux chevaliers qui y assistèrent, à la suite d'Amaury Ier de Craon et de Geoffroy, vicomte de Châteaudun, gendres du défunt, firent dans la circonstance des dons à l'abbaye à l'intention de leur ami. La cérémonie était célébrée par l'évêque d'Angers et l'évêque du Mans.
Quant à Marguerite de Sablé, elle survécut assez longtemps à son mari, continuant ses œuvres charitables. Le dernier acte connu de sa part est le vidimus, daté du mois de juin 1238, d'une charte de Robert de Sablé, donnée en 1201, en faveur de l'abbaye d'Étival. Arthur Bertrand de Broussillon, s’appuyant sur un certificat de l'abbaye de Marmoutier constatant la restitution par l'abbaye des titres et documents qui lui avaient été confiés par « la feue dame » et qui est daté du 1er décembre 1246, affirme que Marguerite mourut au cours de cette année-là. La preuve n'est pas rigoureuse, car l'année généralement retenue est 1238. Le dépôt peut avoir été réclamé plusieurs années après le décès de Marguerite. Elle eut sa sépulture en l'abbaye du Perray-aux-Nonnains, à Écouflant, qui lui devait sa conservation, mais son cœur fut porté dans l'abbaye de Bonlieu, près du tombeau de son mari.

### Sigillographie
La sigillographie de Guillaume des Roches a été étudiée minutieusement par Hucher, mais il ne faut peut-être pas supposer de nouveaux types à chaque fois qu'on voit quelques variantes dans les dessins. Une bande fuselée est bien proche d'une bande vivrée. La tête laurée ou la tête bandée de l'incise qui sert de contre-sceau n'indique sûrement qu'une interprétation du dessinateur ou graveur. En somme, les sceaux du sénéchal ont un écu à la bande vivrée ou fuselée chargée d'un lambel à cinq pendants et, en exergue, Sigillum Guillelmi de Rupibus. La légende avec Willelmi suppose un second type. Le contre-sceau est toujours à la tête bandée, incise sur pierre antique, sertie dans un cercle de fer ou d'argent. Le sénéchal s'en est toujours servi. Le sceau matrice publié par Hucher, qui est du XVe siècle et artistique, est un caprice d'un auteur inconnu dont on ne s'explique pas l'usage
Le sceau de Marguerite de Sablé est ovale avec figure de la dame tenant de la main droite un oiseau ; la légende porte : + SIGILLUM MARGUARITE DOMINE DE SABLUEI. Le contresceau rond porte au centre un écu triangulaire chargé d'une aigle contournée, avec autour la légende française + DESSOU LESCU MON PERE SUNT MI SECRE. Nous avons là l'écu de Robert IV, comme le dit la légende, et dont on ne connaît pas d'autre exemplaire.